# Karl Pascher von Osserburg
Karl (Carl) Michael Pascher von Osserburg (29. září 1847, Stříbro – 28. září 1910, Merano) byl rakouský inženýr, železniční stavitel a generální ředitel Rakouských drah.

## Život
Narodil s jako třetí z pěti synů pekaře Petera Paschera (1815–1892) a jeho ženy Theresie, rozené Seifertové (1818–1896). Po vystudování reálného gymnázia v Lokti u Chebu studoval na německé technice v Praze, kde získal titul strojní inženýr. V roce 1896 nastoupil u plzeňské firmy Civilingeniuer Daniel, kterou byl pověřen vedením trasováním železniční trati Plzeň–Březno–Chomutov. V letech 1870–1881 pracoval ve službách tureckých drah (Ottomanische Eisenbahnen), kde vedl vyměřování části železniční trati z Bulharska do Turecka pro Orient expres. V roce 1873 byl pověřen vedením stavby železniční trati Plzeň–Železná Ruda. Od roku 1874 byl hlavním inženýrem na úseku Nýřany–Železná Ruda, kde mezi hlavní dílo patří vybudování Špičáckého tunelu v té době nejdelšího železničního tunelu v Rakousko-uherské monarchii a do roku 2007 v České republice. Trat Plzeň–Železná Ruda byla uvedena do provozu 20. října 1877.
V roce 1882 pracoval jako vedoucí provozního oddělení železniční tratě Plzeň – Březno – Chomutov a po jejím zestátnění byl stavebním referentem na podnikovém ředitelství v Plzni, kde se podílel na přestavbě plzeňského hlavního nádraží.
V roce 1889 se stal členem představenstva železniční sekce ve Vídni a od roku 1894 byl krátce po nástupu na Generální ředitelství rakouských státních drah jmenován náměstkem ředitele. V roce 1906 se stal členem ministerské rady a byl pověřen vedením dopravní sekce na ministerstvu drah. V roce 1907 byl jmenován generálním inspektorem v představenstvu Generální inspekce rakouských železnic.
Za celoživotní zásluhy byl 30. listopadu 1908 Františkem Josefem I. povýšen do dědičného šlechtického stavu. Za přídomek k šlechtickému titulu si zvolil von Osserburg (z hradu na Ostrém).
Karl Pascher von Osserburg zemřel na zápal plic 28. září 1910 v italském Meranu. Jeho ostatky byly převezeny do Stříbra, kde byl 2. října 1910 pohřben v rodinné hrobce.

## Rodina
Dědeček Andreas Karl Pascher se přestěhoval z Benešova nad Černou kolem roku 1790 do královského horního města Stříbra do domu č. p. 35. Otec Peter Pascher byl pekařským mistrem, od roku 1887 ředitelem důlní společnosti pro těžbu olova Dlouhý tah ve Stříbře a také v období 1890–1892 starostou Stříbra. Matka Theresa byla dcerou pekařského mistra ve Stříbře.
Karl Pascher se oženil v Jičíně v roce 1874 s Boženou Dohnalovou (1849–1924). Z jejich manželství vzešly dva synové Otto (1876–1938) a Emmerich (1879–1944) a dcera Marianna (1880–1961).
Jejich syn Emmerich Pascher von Osserburg se stal obětí nacistického holokaustu.

## Turistický průvodce
V době výstavby trati Nýrsko – Železná Ruda se ve svém volném čase věnoval poznávání západní Šumavy v oblasti mezi horami Javorem a Ostrým. Své poznatky zúročil v turistickém průvodci Führer durch den Böhmerwald, který vydal v plzeňském nakladatelství Wedelin Steinhauser v roce 1878. Při jeho bádání objevil zříceninu hradu na Ostrém.

## Ocenění
- rytíř Řádu železné koruny – udělil císař František Josef I.[3]
- čestný občan města Stříbra